# Янь Чжуо
Янь Чжуо́ (кит. упр. 闫卓, пиньинь Yan Zhuo; род. 7 апреля 1992, Пекин) — китайская кёрлингистка на колясках.
В составе сборной Китая участница и чемпионка зимних Паралимпийских игр 2022. Двукратная чемпионка мира.
Играет на позиции первого.

## Достижения
- Зимние Паралимпийские игры: золото (2022).
- Чемпионат мира по кёрлингу на колясках: золото (2019, 2021), бронза (2023).

## Команды
| Сезон   | Четвёртый  | Третий        | Второй      | Первый   | Запасной                                   | Турниры  |
| ------- | ---------- | ------------- | ----------- | -------- | ------------------------------------------ | -------- |
| 2018—19 | Ван Хайтао | Чжан Минлян   | Xu Xinchen  | Янь Чжуо | Чжан Цян тренер: Ли Цзяньжуй               | ЧМК 2019 |
| 2020—21 | Ван Хайтао | Чэнь Цзяньсин | Чжан Минлян | Янь Чжуо | Сунь Юйлун тренеры: Юэ Циншуан, Zhao Ran   | ЧМК 2021 |
| 2021—22 | Ван Хайтао | Чэнь Цзяньсин | Чжан Минлян | Янь Чжуо | Сунь Юйлун тренер: Юэ Циншуан              | ЗПИ 2022 |
| 2023—24 | Ван Хайтао | Zhang Shuaiyu | Чжан Цян    | Янь Чжуо | Peng Bing тренеры: Li Jianrui, Yang Hongbo | ЧМК 2024 |

(скипы выделены полужирным шрифтом)

## Частная жизнь
У Янь Чжуо — врождённое расщепление позвоночника, по причине чего она парализована ниже пояса. В подростковом возрасте начала заниматься паралимпийской стрельбой из лука. В 2016 году начала заниматься кёрлингом на колясках.